# L'assedio
L'assedio é o título do filme de Bernardo Bertolucci de 1998, baseado em um conto de James Lasdun. Gravado originalmente para a televisão, foi rodado em Roma, nas redondezas da Praça de Espanha, no apartamento em que Gabriele D'Annunzio escreveu seu famoso romance  Il piacere.

## Enredo
Num velho apartamento romano vive o pianista Kinski, um excêntrico inglês. Shadurai, uma garota africana que estuda medicina na Universidade, trabalha para ele em troca da hospedagem. Kinski, que passa os dias compondo, acaba se enamorando dela até o momento em que, não conseguindo sofrear seus sentimentos, diz-lhe que faria qualquer coisa para tê-la. Shadurai então, num grito, diz para que ele solte seu marido que está preso em África.
Kinski recua, então, pois não sabia que a moça era casada. Nos dias seguintes ele passa a corresponder-se com um padre africano e a se desfazer das antiguidades do apartamento, dando a entender ao espectador que estava fazendo aquilo para obter a libertação do esposo de sua amada, sem que ela saiba exatamente os motivos pelos quais tudo está sendo vendido - até o momento final em que é levado o piano.
Shadurai recebe uma carta do marido, informando que foi posto em liberdade e estava indo ao seu encontro. Kinski se embriaga e dorme no chão da sala. A moça deita ao seu lado e, quando ele acorda, encontra um bilhete onde ela diz que o ama.

## Crítica
Para Isabela Boscov o filme ressalta as qualidades do diretor; é econômico nos diálogos e faz com que o nexo da história somente seja conseguido assistindo-se todo o filme; ela realça a mudança que o diretor faz, nesta obra, ambientando a história num espaço bastante reduzido - ao contrário de filmes precedentes, como O Último Imperador, rico em panorâmicas.